# 러스티 (음악 그룹)
러스티(Lusty)는 대한민국의 걸그룹이다. 2019년 싱글 앨범 [목말라]로 데뷔했다.

## 음반
- 목말라 (2019)
- merry lusty (2020)

## 공연
- 2019 PAMF 팝켓 아시아뮤직페스티벌 (2019)
- 2019 가을 숲 K-POP 콘서트 (2019)
- 제1회 k - POP Cheer Up 콘서트 (2020)

## 수상
- 2019 월드 스타 연예 대상 K-POP 걸그룹상 (2019)

## CF
- "더순수"마스크 (2020)